# Quartier des Musiciens
 (décembre 2012).
 (mars 2012).
Si vous disposez d'ouvrages ou d'articles de référence ou si vous connaissez des sites web de qualité traitant du thème abordé ici, merci de compléter l'article en donnant les références utiles à sa vérifiabilité et en les liant à la section « Notes et références ».
Quartier Thiers

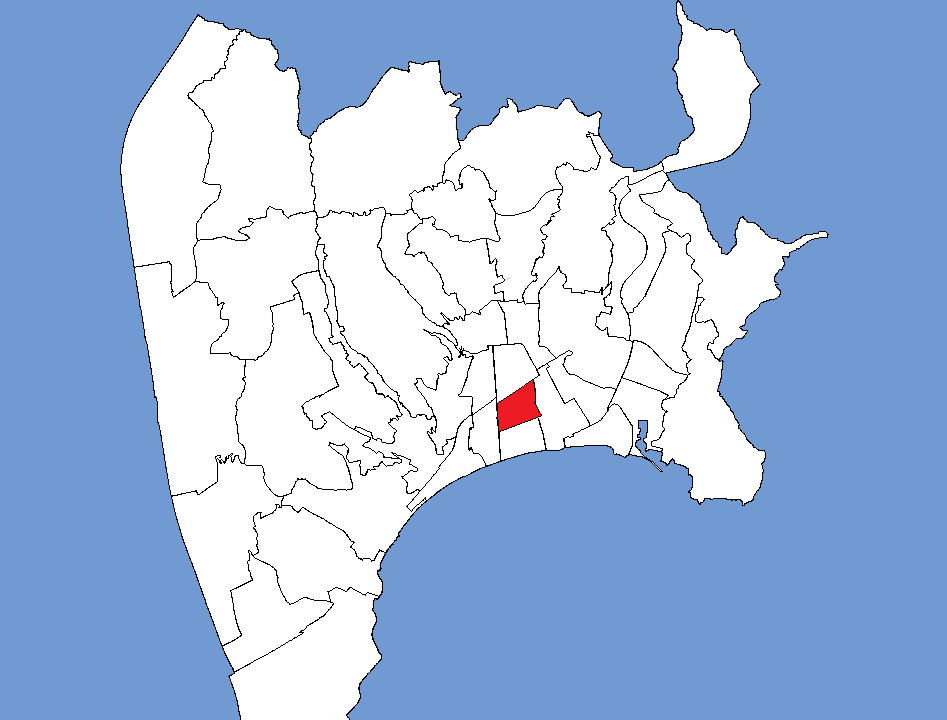
Situation schématique du quartier Thiers (en rouge) dans la ville de Nice.

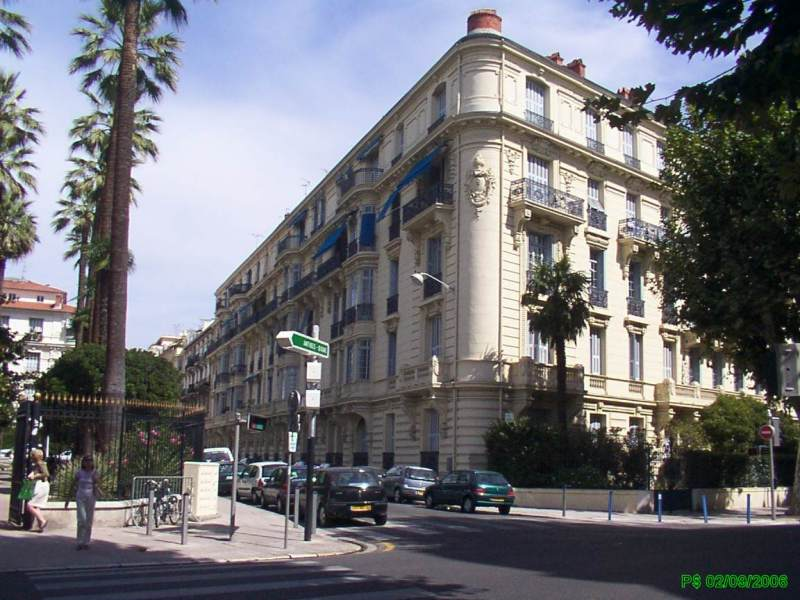
La rue Guiglia au niveau du jardin Alsace-Lorraine

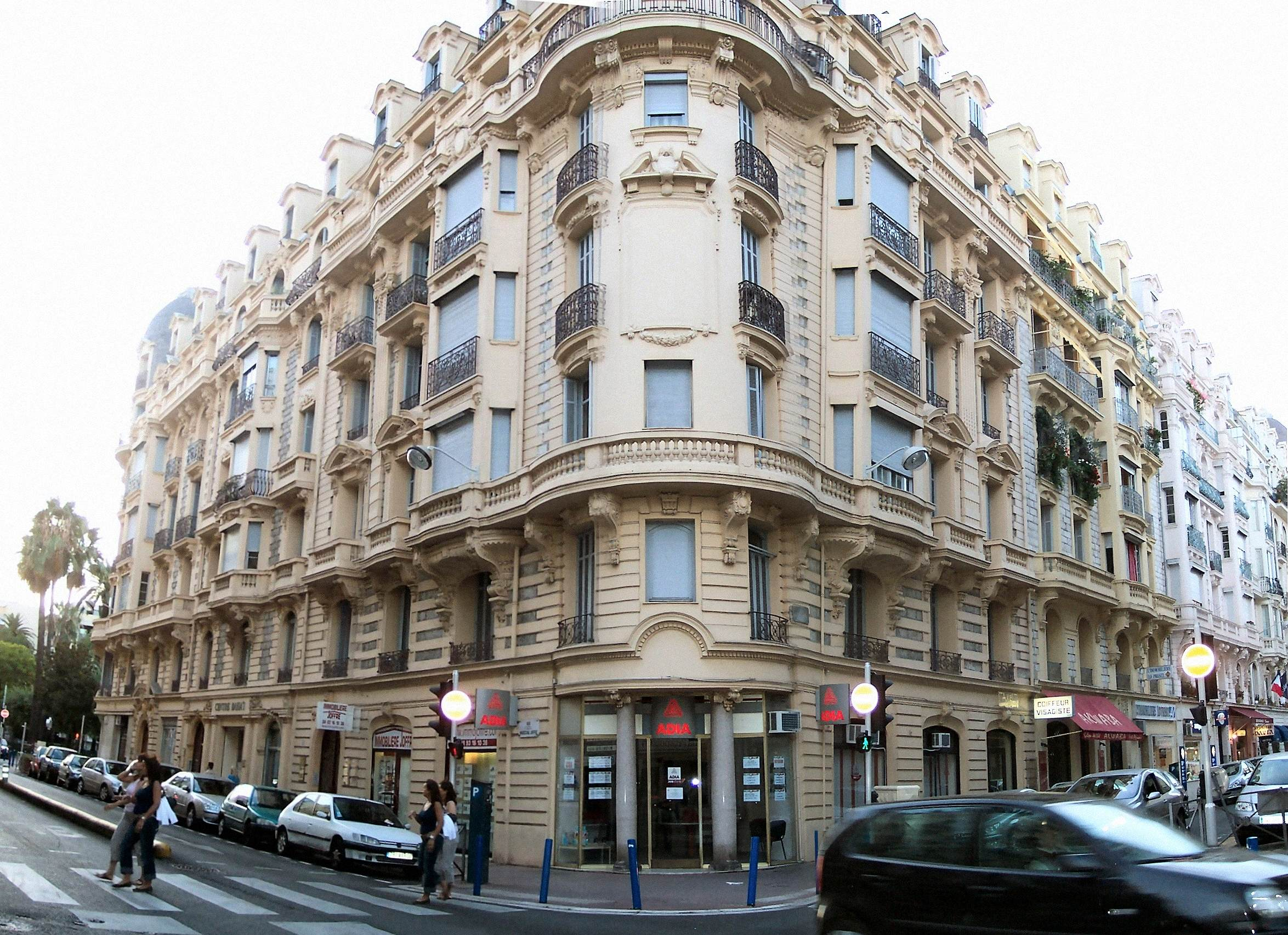
Un bloc d'immeubles dans le style 1900

Le quartier des Musiciens (appellation couramment usitée), aussi appelé quartier Thiers (toponyme administratif), fait partie du centre de Nice, à quelques minutes à pied du grand axe actuel de l'avenue Jean-Médecin.

## Présentation
La plupart de ses rues portent le nom de musiciens célèbres : certains ne sont jamais venus à Nice, tels Mozart, dont une place au centre du quartier porte le nom (connu pour son parking souterrain) ; de nombreux autres au contraire ont visité la ville, fréquentée par la grande noblesse et la bourgeoisie du temps, et y ont séjourné. On citera Giuseppe Verdi et Hector Berlioz.
Son urbanisation correspond à l'annexion de Nice à la France en 1860. L'explosion touristique entraîna la construction de nouveaux immeubles dans ce quartier jadis riche en jardins potagers. On dénombre de nombreux Palais (beaux immeubles privatifs) et de nombreux hôtels. Ils datent en général du début du XXe siècle. Les potagers ont disparu et le stationnement se fait difficilement.
Ce quartier des Musiciens est le plus emblématique de l’architecture Belle Époque à Nice (1860-1914).
Parmi les résidents connus, on peut citer Simone Veil qui se souvient du « bel immeuble bourgeois, situé dans le quartier des Musiciens » que ses parents durent quitter à cause de la crise de la fin des années 1920.

## Voies du quartier et constructions  intéressantes

### A

#### Alphonse Karr(rue)
Nom d'une gloire locale.
06000, quartier des Musiciens.

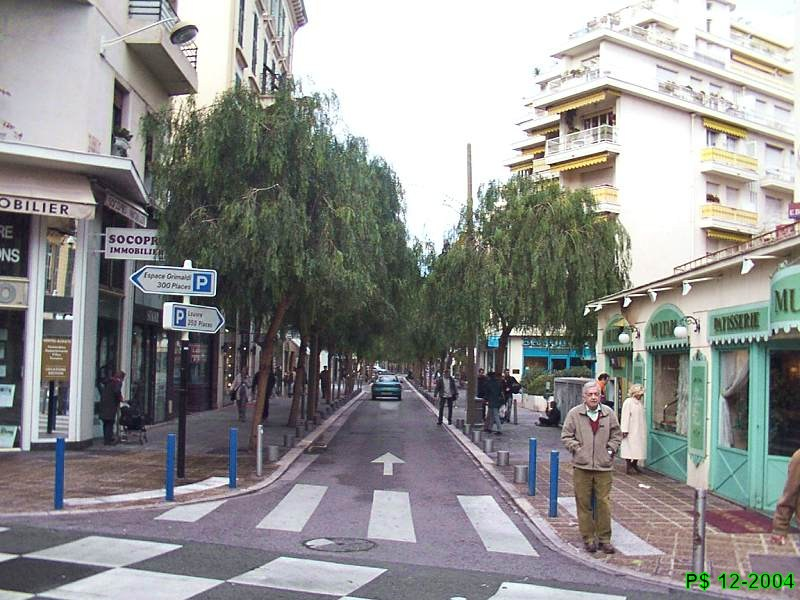
Avenue Alphonse-Karr prise au début, angle de la rue de la Liberté. Direction Nord.

- n°2 à n°8 (entrées H à A) : Le Palace.
- n°27-29 : Palais L'Escurial : Léonard Varthaliti architecte 1933. Nom dû à la proximité avec l'immeuble L'Escurial datant de 1900 et situé au 15 avenue Georges-Clemenceau.

#### Anglais (promenade des)
06000 et 06200, quartier des Musiciens, quartier des Baumettes, etc.

#### Angleterre(rue d')
06000, quartier des Musiciens.
- n°10 : Palais d'Angleterre

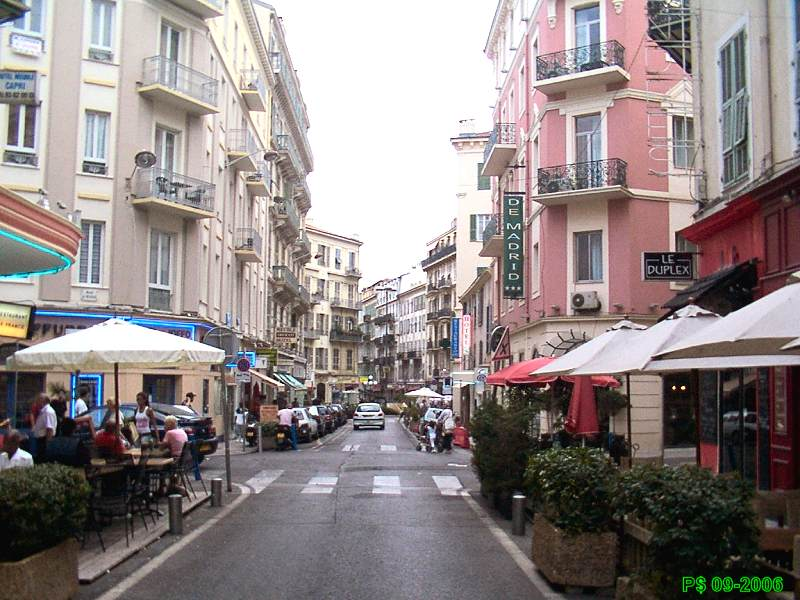
La rue d'Angleterre à son début avec ses restaurants. Direction S

- n°11 : palais B. Aune : voir au 12 avenue Georges-Clemenceau

#### Auber(rue)
06000, quartier des Musiciens.
- n°3 : 1882 ; Joseph Kessel y habita. Ce Palais Second Laguzzi est dû à Albert Bérenger.
- n°9 : Palais Saint-Saëns : Camille Saint-Saëns
- n°30 : Palais Gismonde
- n°34 : Palais de Navarre
- n°38 : Palais Hispania : Richard Laugier Arch. DPLG 1932

### B

#### Baquis (avenue)
06000, quartier des Musiciens.

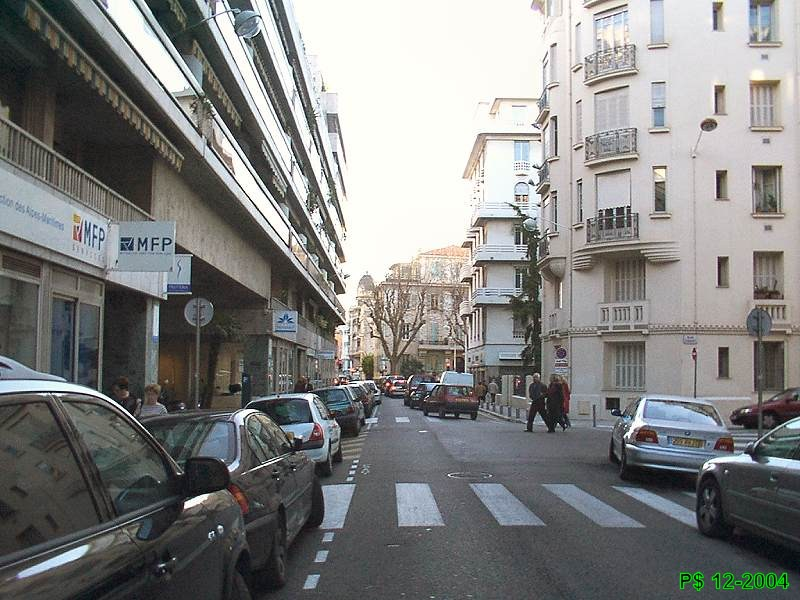
Avenue Baquis. Direction S. Nice, quartier des Musiciens.

Riche famille du quartier qui offrit des terrains à la ville.

La villa Baquis se trouvait au 10 rue du Temple à Brancolar, louée à l'aristocratie russe (Marie Bashkirtseff y séjourna vers 1870).
- n°11 bis : Palais Mozart. À proximité de la place Mozart.

#### Belgique(rue de)
06000, quartier des Musiciens.
- n°11 et 13 : Palais de Belgique :  ancien hôtel

#### Berlioz(rue)
06000, quartier des Musiciens.
- n°7 : Palais Fausta
- n°18 : Palais Bouteilly, architecte Charles Dalmas.
- n°19 : Palais Mirafiori
- n°21 : Palais de l'Harmonie
- n°25 : Villa Harmonie
- n°26 : Palais Cellini

#### Buffa (rue de la)
06000, quartier des Musiciens : du nom de ce quartier de Nice.
- n°20 (angle rue Dalpozzo) : Palais du Midi (inscription au pochoir)
- n°22 (angle rue Dalpozzo) : Palais de la Buffa
- n°55 (angle rue de Rivoli) : Palais Rialto

### C

#### Congrès (rue du)
Congrès de Nice entre Charles Quint et François Ier : quartier des Musiciens.
- n°2 : Palais Reine-Berthe
- n°3 : Le Palace : partie du Palais de la Méditerranée reconstruit vendue en copropriété. Architectes Olivier-Clément Cacoub, aurice Giauffret, 2004.
- n°20 (à proximité de la rue Maréchal-Joffre) : Palais Maréchal-Joffre

#### Cotta (rue)
Aujourd'hui rue Maréchal-Joffre. Quartier des Musiciens.

#### Cronstadt(rue de)
Quartier des Musiciens-Sud : le nom a été attribué en 1898 dans un contexte d'alliance franco-russe.  Ce nom rappelle aussi que la flotte russe venait mouiller près de Nice dès avant 1860.
- n°3 : Palace Adly
- n°10 : Palais Cronstadt

### D

#### Dalpozzo (rue)
06000, quartier des Musiciens.
- n°1 : Palais Alice : MCMVI = 1906

### E

#### Eugène Emanuel(rue)
Quartier des Musiciens (entre le boulevard Victor-Hugo et la rue Maréchal-Joffre).
- n°1 : autre entrée (anonyme) du Palais Clio 12-14 rue Maréchal-Joffre
- n°2 : Nice Palace : voir aussi au n°5 boulevard Victor-Hugo (Palais Donadei)

### F

#### Franklin (place)
Benjamin Franklin : quartier des Musiciens, côté ouest.
- n°2 et n°4 (deux plaques) : Palais Franklin
- n°3 : Palais Étoile du Nord : entrée principale 53 boulevard Gambetta

#### France(rue de)
Quartier des Musiciens, quartier des Baumettes.

#### FrançoisIer(rue)
François Ier de France - quartier des Musiciens.
- n°8 ex 2 : Palais François 1er

### G

#### Gambetta(boulevard)
Entre quartier des Musiciens et quartiers des Baumettes.
- n°43 : Palais-Jolienne
- n°53 : une plaque indique Palais Étoile du Nord et une autre plaque rappelle que Gaston Leroux y est mort. Autres entrées mais « anonymes » au 1 rue Depoilly et au 3 place Franklin. Des auteurs parlent du palais Formitcheff dû à Dalmas (1909-1913).
- n°54 : Palais St Antoine
- n°139 : Palais des Vosges

#### Georges Clemenceau(avenue)
06000, Quartier des Musiciens.
- n°12 : à l'angle du 11 rue d'Angleterre : les auteurs signalent le palais B. Aune, 1880 dû à Louis Dunski
- n°14 : Palais des Loges.
- n°16 : Palais des Fleurs.

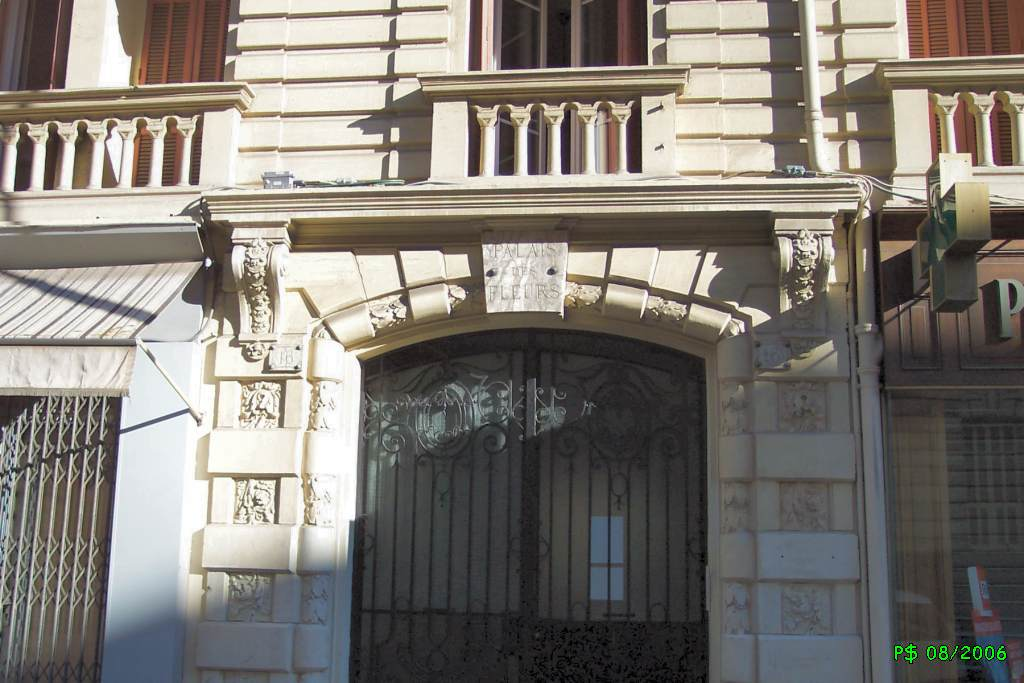
Détail de l'entrée.

- n°18 : Palais des Fleurs encore
- n°22 bis : Le Palais Argentin
- n°24 : Palais Gustave Nadaud : Gustave Nadaud est un chansonnier et un musicien

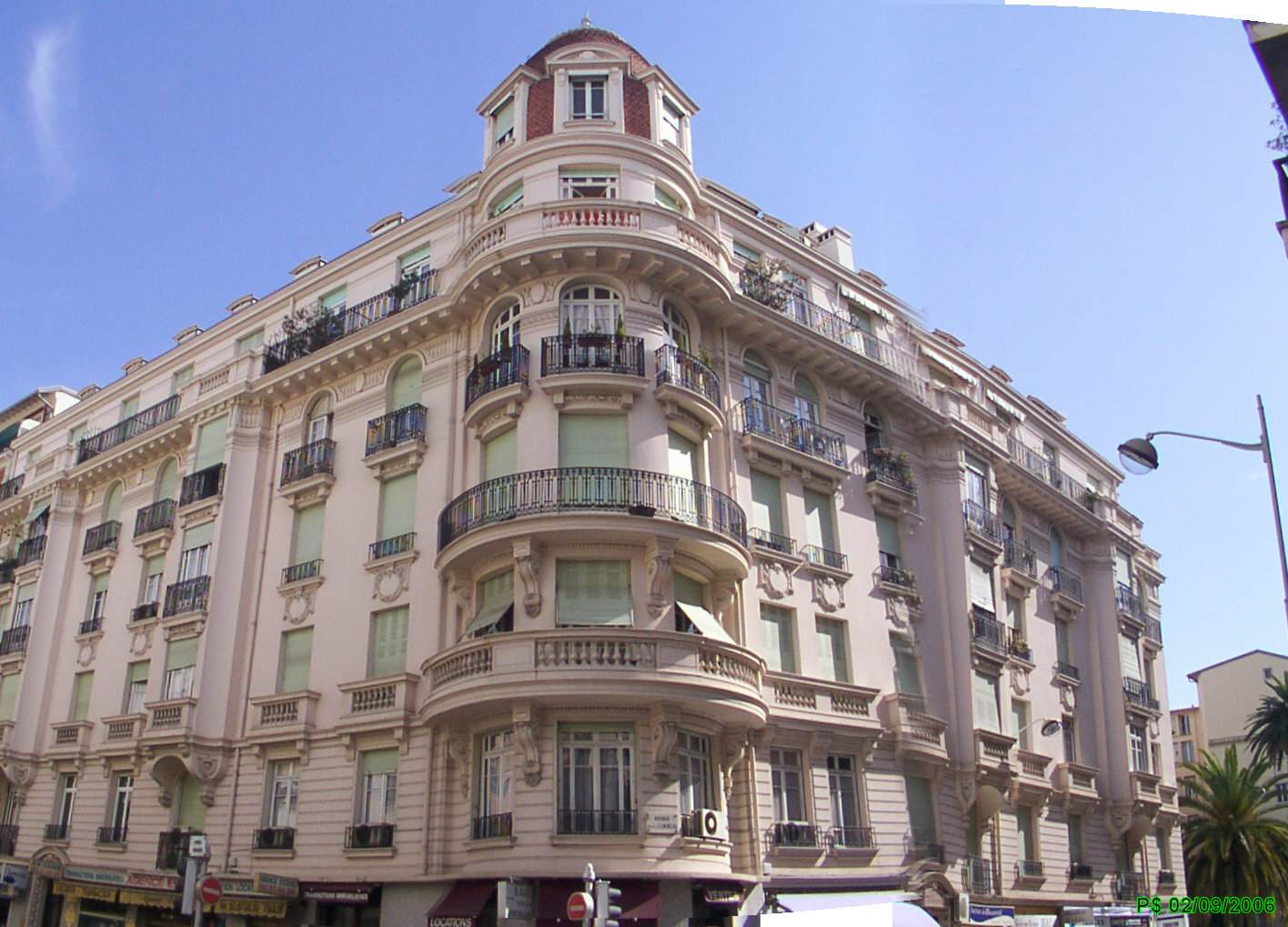
Vue générale 1.
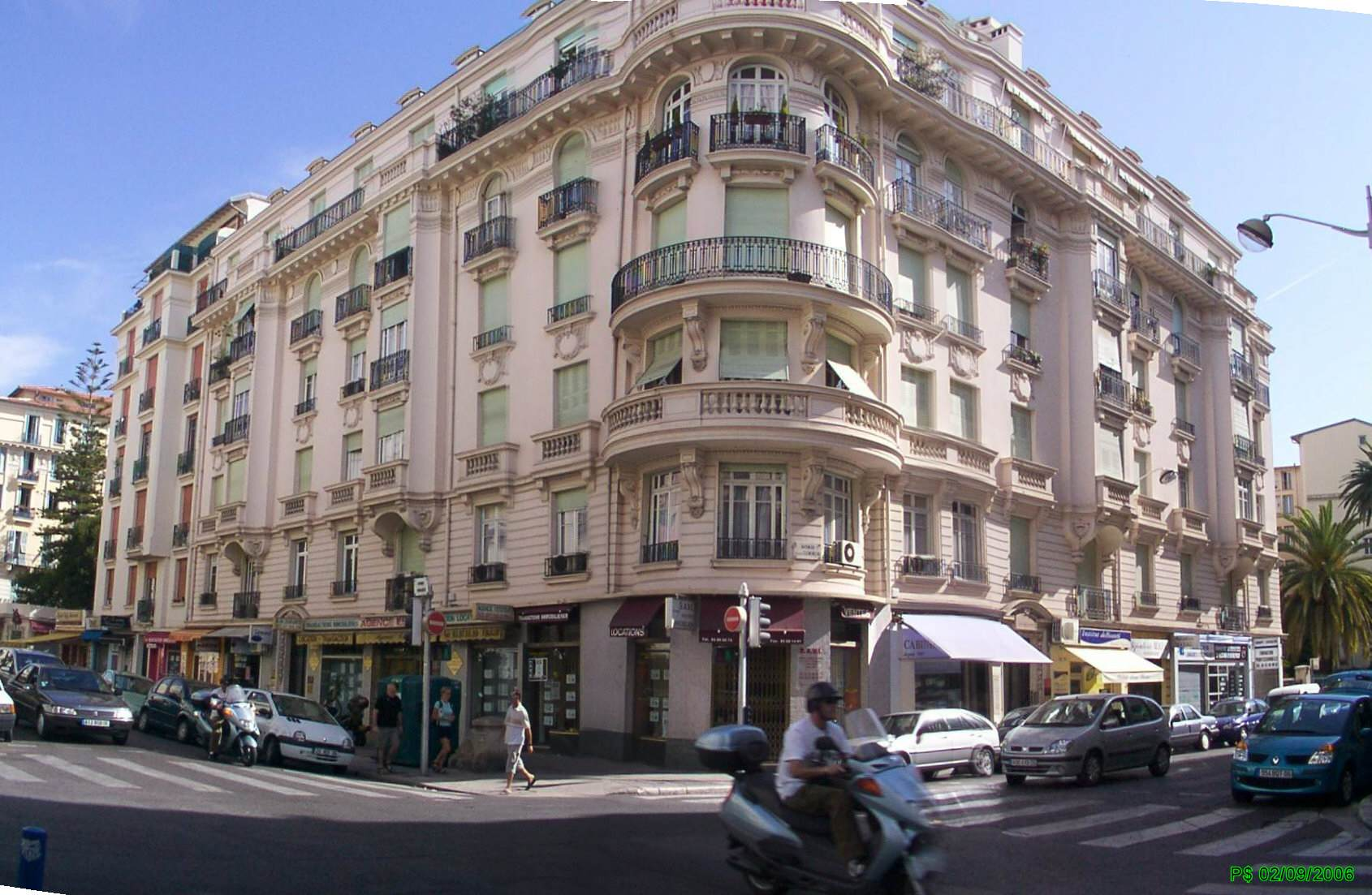
vue générale complète.
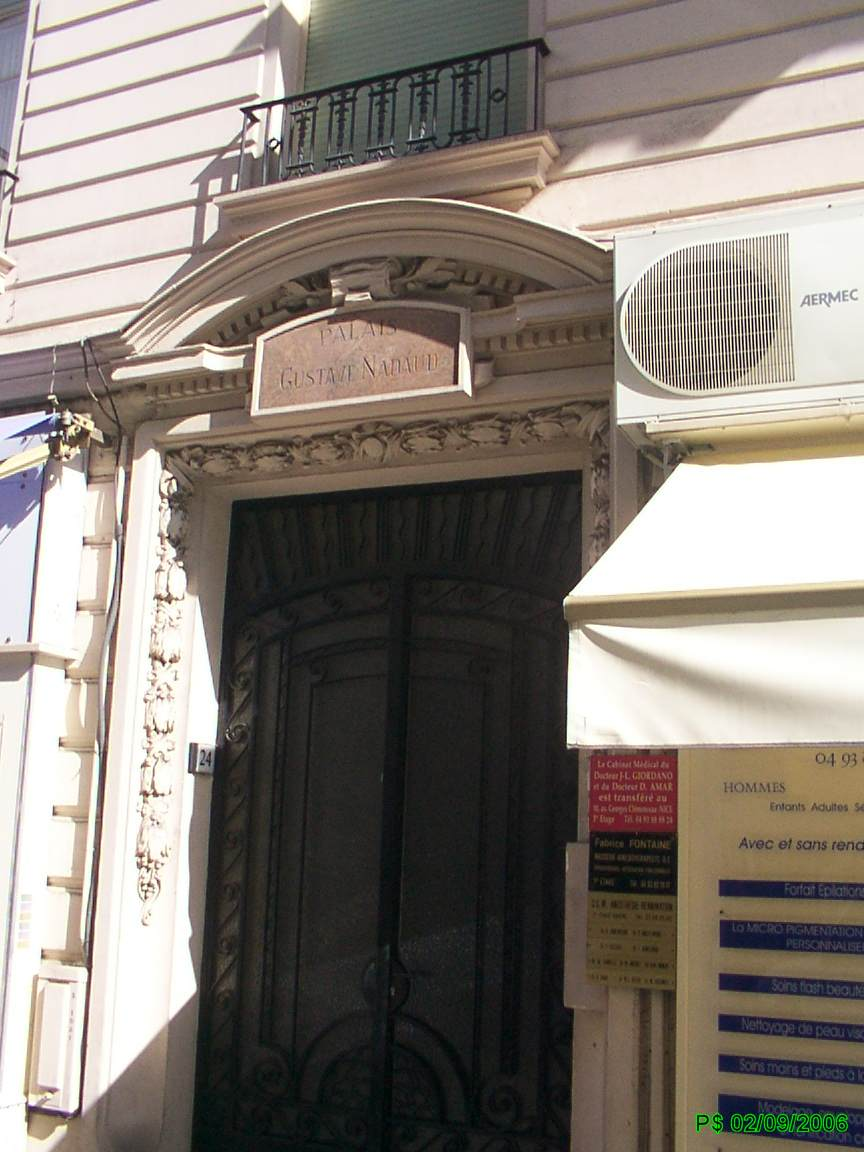
Détail de l'entrée.

- n°25 : Palais Atlanta : un perron surmonté d'un auvent donne un indubitable air « colonial ».

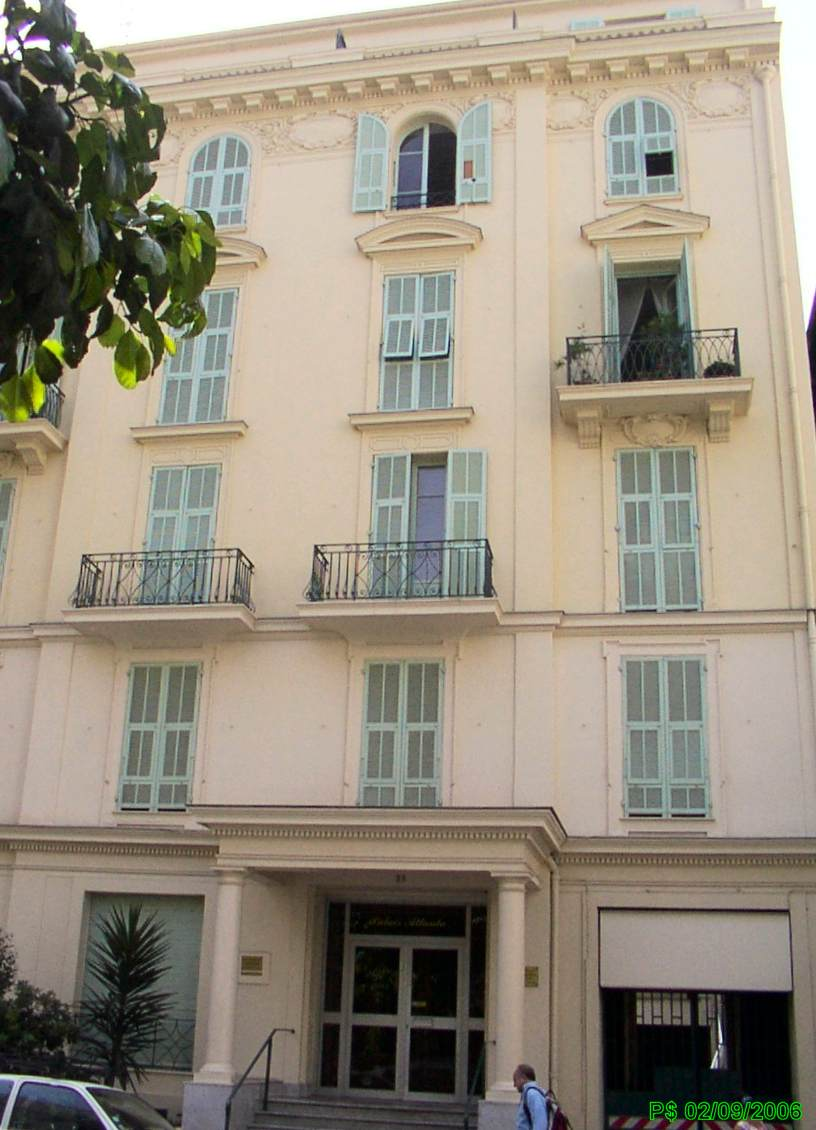
Vue générale.
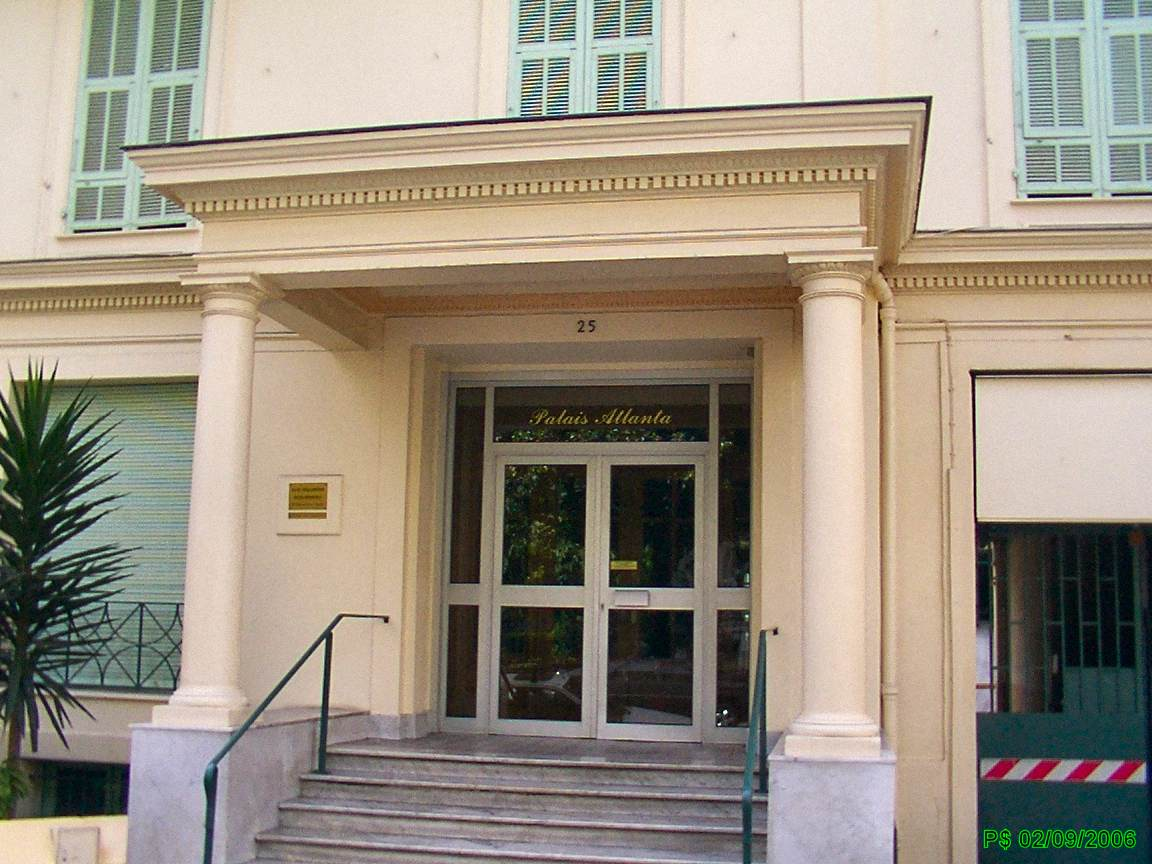
Vue sur le perron colonial.

- n°32 : Palais Sapho : une autre entrée se trouve au 34 rue Gounod. Sapho est un opéra de Gounod.

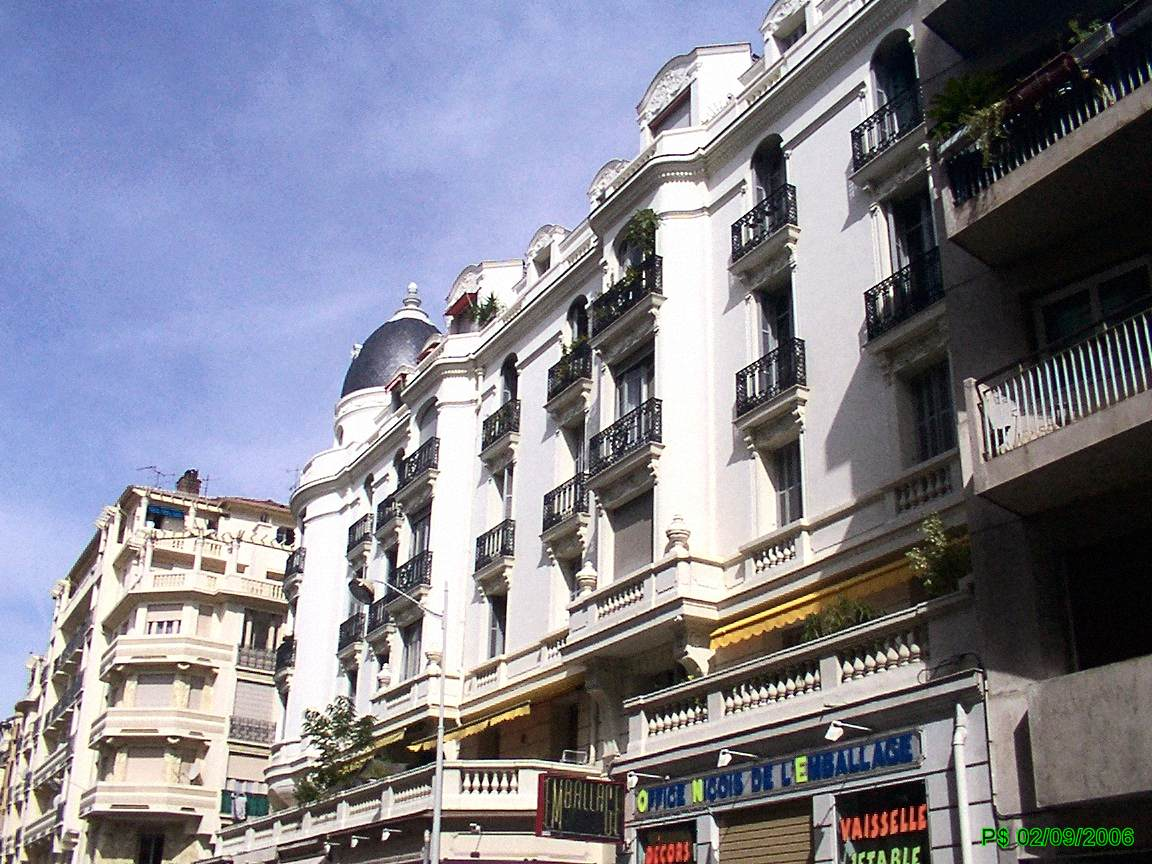
Vue générale n°1.
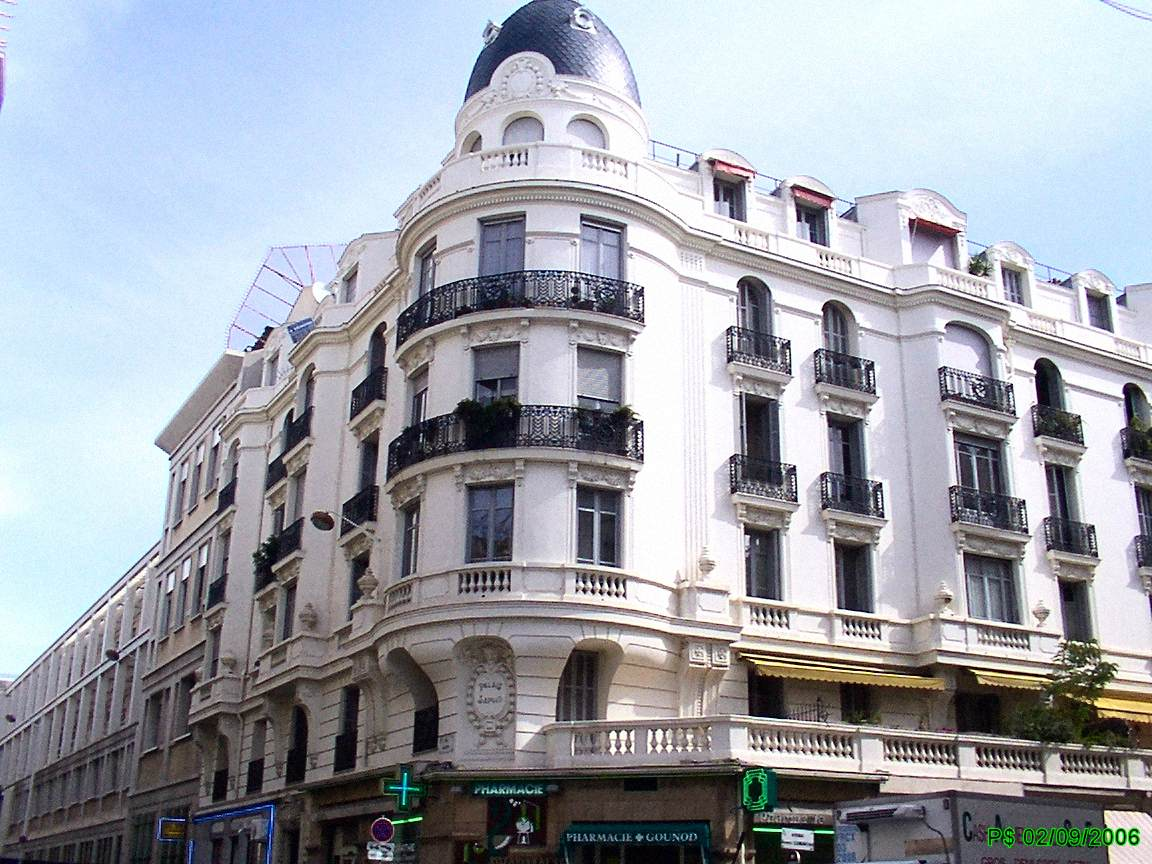
Vue générale n°2.
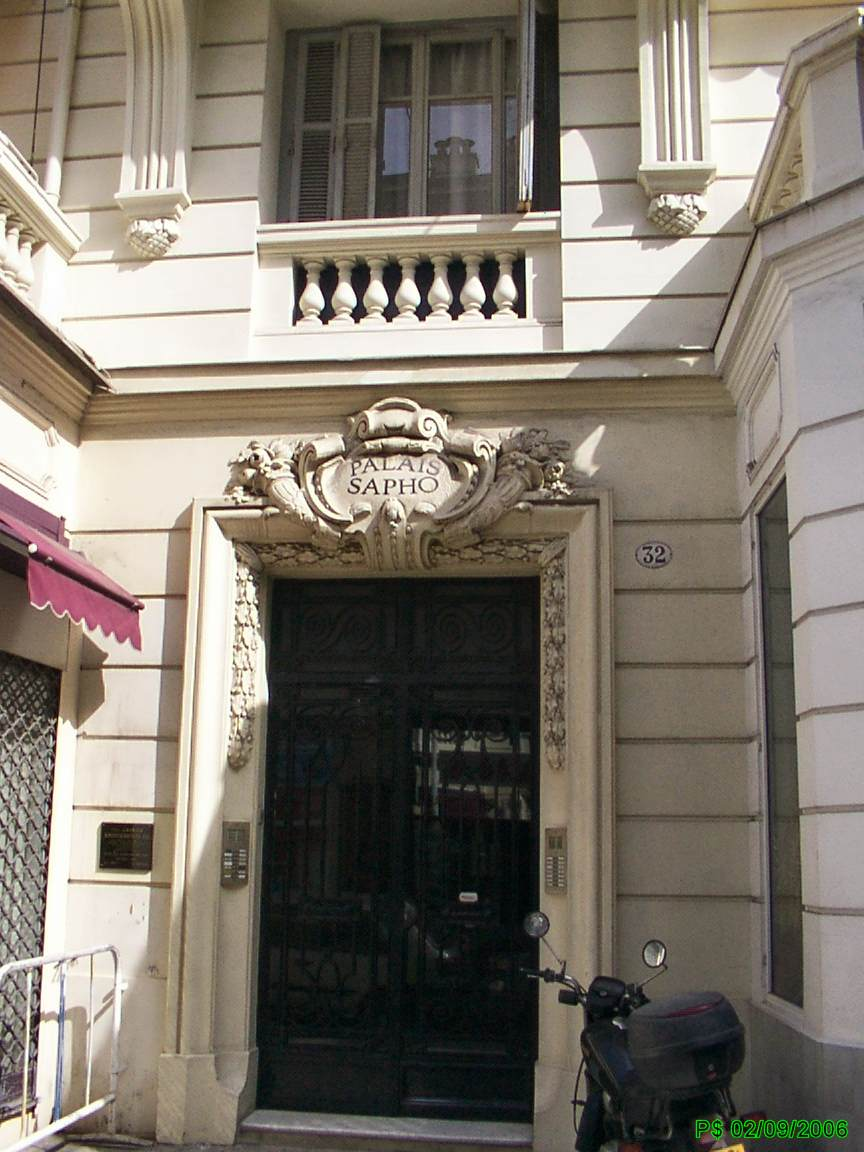
Détail de l'entrée Avenue Clemenceau.

- n°34 : Palais Clemenceau. Les auteurs indiquent : vers 1933, Constantin et Cordone architectes.

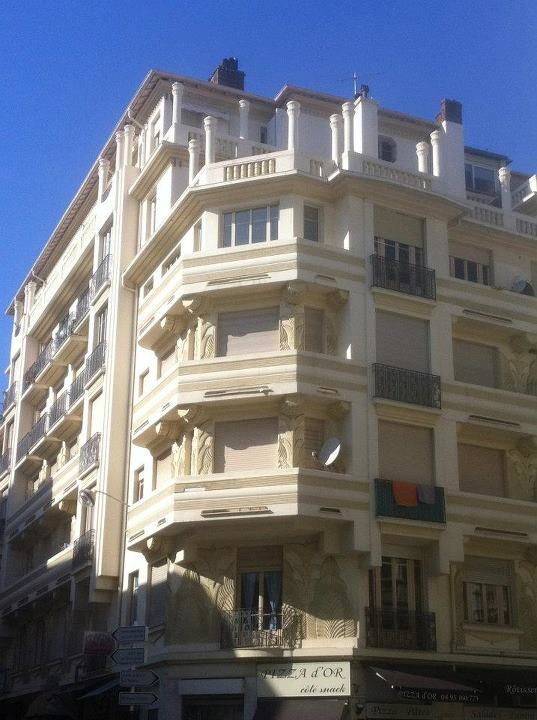
Palais Clemenceau

- n°50 (coin de la rue Berlioz) : Palais Berlioz.

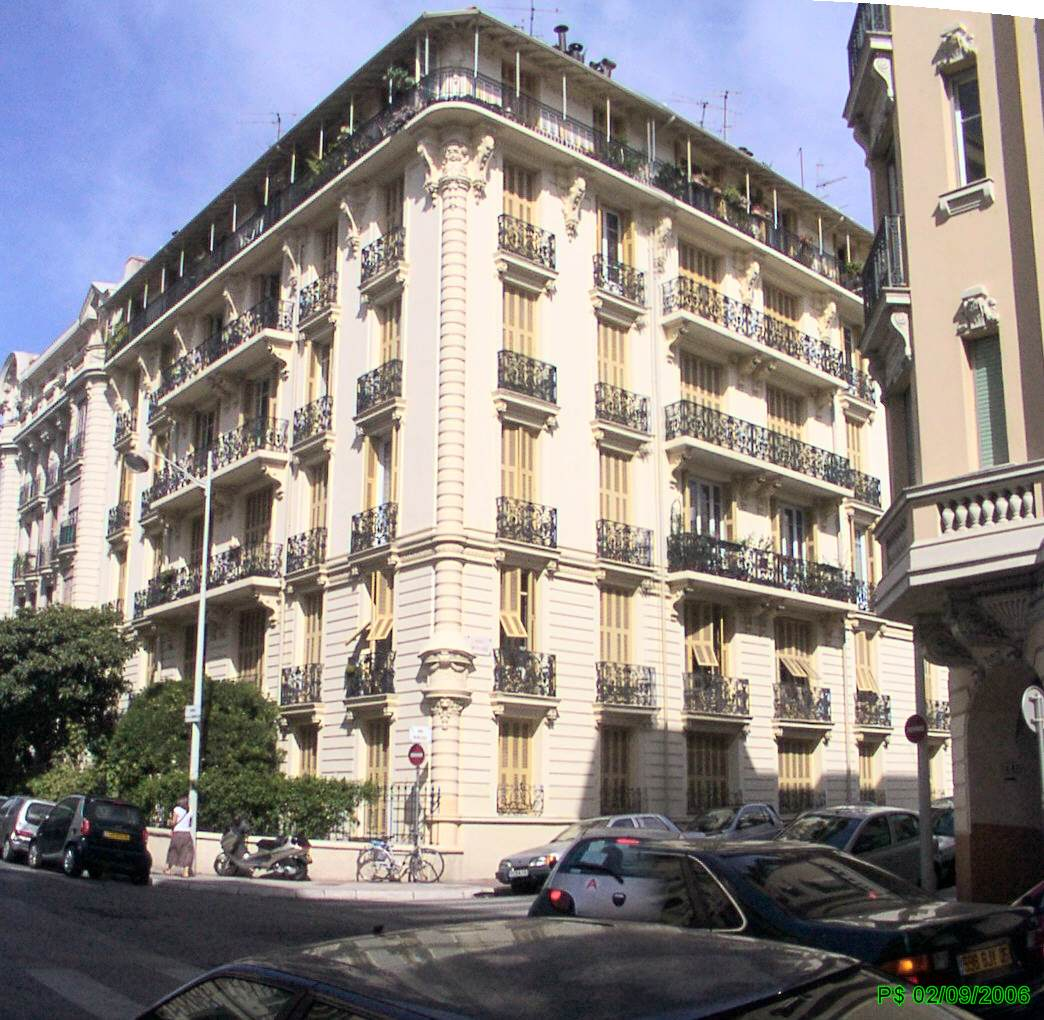
Vue générale.

- n°61 : Palais du Pin : le pin existe vraiment devant l'immeuble, voir la vue générale.

#### Gounod(rue)
06000, quartier des Musiciens.
- n°3 : Hôtel Gounod

- n°22 : Palais Gounod

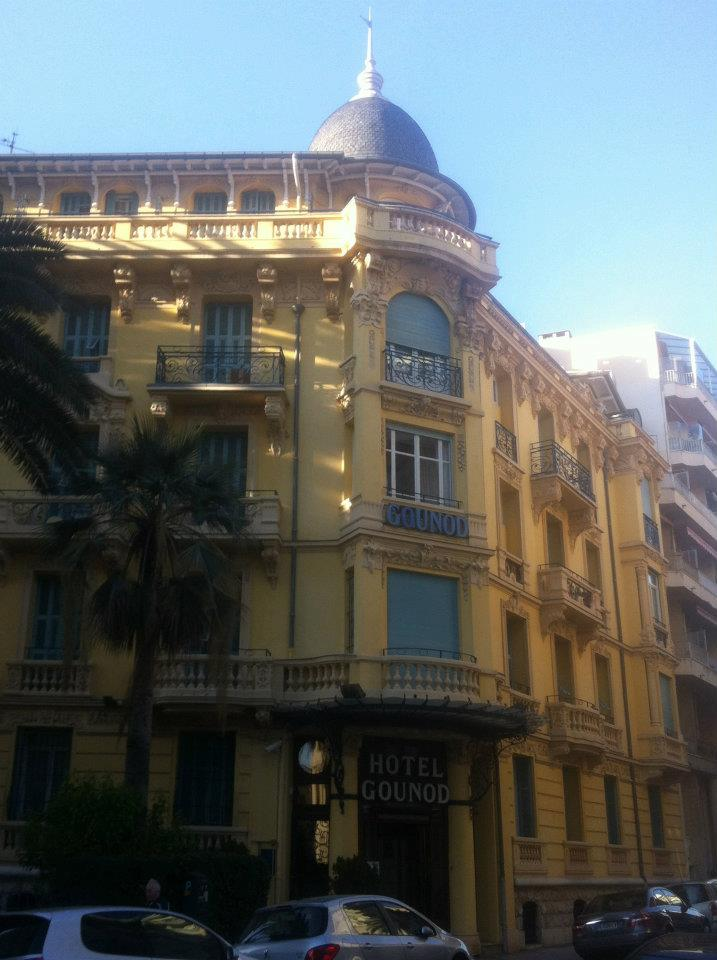
3 rue Gounod.

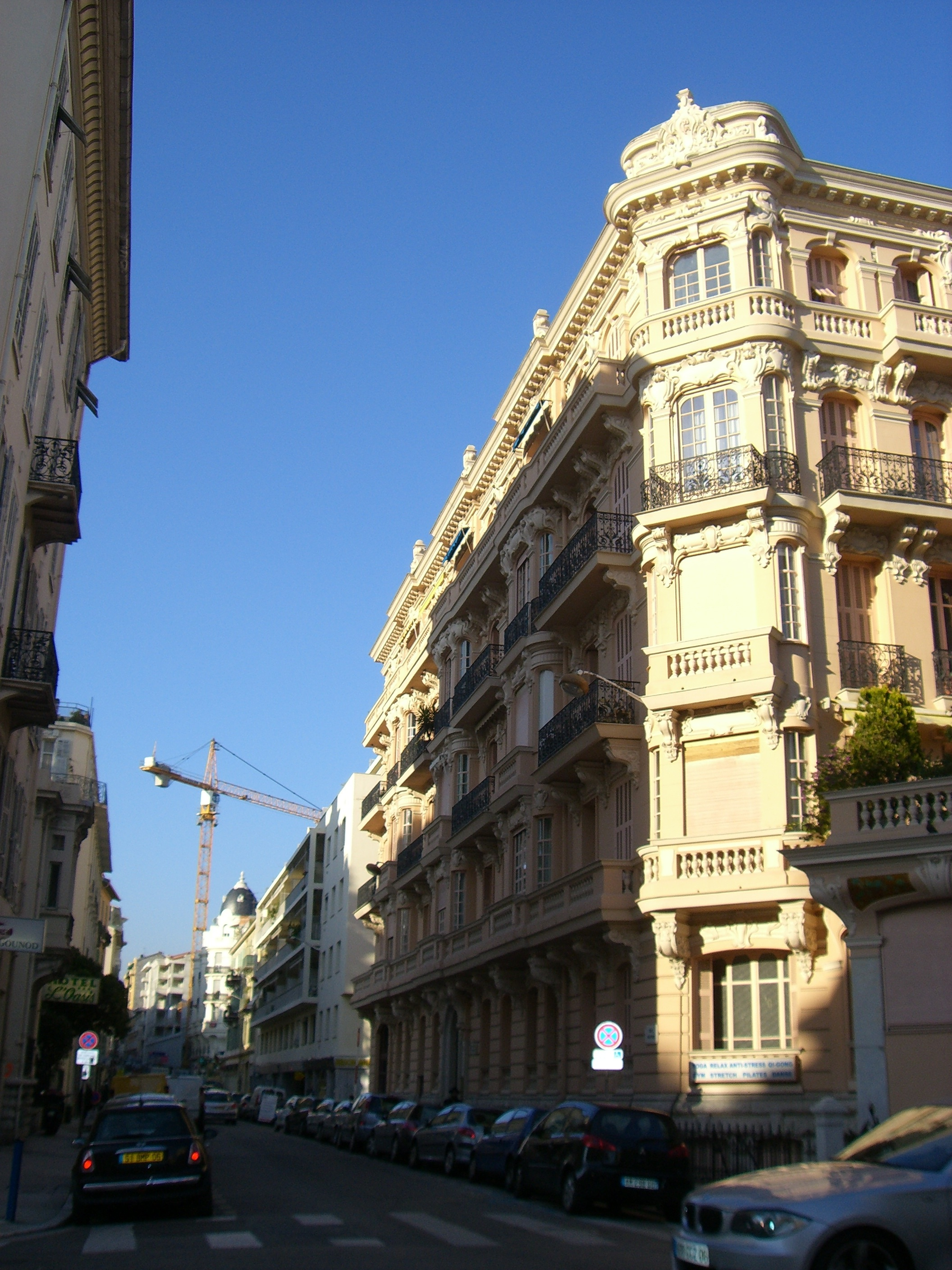
Rue Gounod.
Palais Gounod et sa façade Belle-Époque.

- n°25 : Palais Faust. Faust est un opéra de Gounod.
- n°34 : Palais Sapho : entrée « principale » au 32 rue Georges-Clemenceau.

#### Grimaldi(place)
06000, quartier des Musiciens.
- n°1 : rénovation projetée (été 2004) de l'immeuble qui prendra le nom de Palazzo Grimaldi
- n°2 : Palais Grimaldi

#### Grimaldi(rue)
06000, quartier des Musiciens.
- n°11 bis : Palais Albert 1er : Albert Ier de Monaco plutôt que de Belgique compte tenu du nom de la rue.

Vue générale.
Détail de la façade.
Détail de l'entrée.

#### Guiglia(rue)
Nom d'une famille du comté de Nice - 06000, quartier des Musiciens.
- n°2 : Palais du Square : autre entrée 54 boulevard Victor-Hugo. Situé à proximité du jardin Alsace-Lorraine.

Vue générale.
Détail de l'entrée rue Guiglia.

- n°12 : palais Jacques Hugues : voir au 33 rue Verdi
- n°32 : Palais Sylvia - Photos : Voir ci-dessous au Palais Coppelia.
- n°34 : Palais Coppelia

### H

#### Halévy(rue)
Quartier des Musiciens/ Rue de France.
- n°5 : Savoy Palace : entrée principale 3 promenade des Anglais.

#### Herold(rue)
06000, quartier des Musiciens.
- n°36 : Villa Harmonie

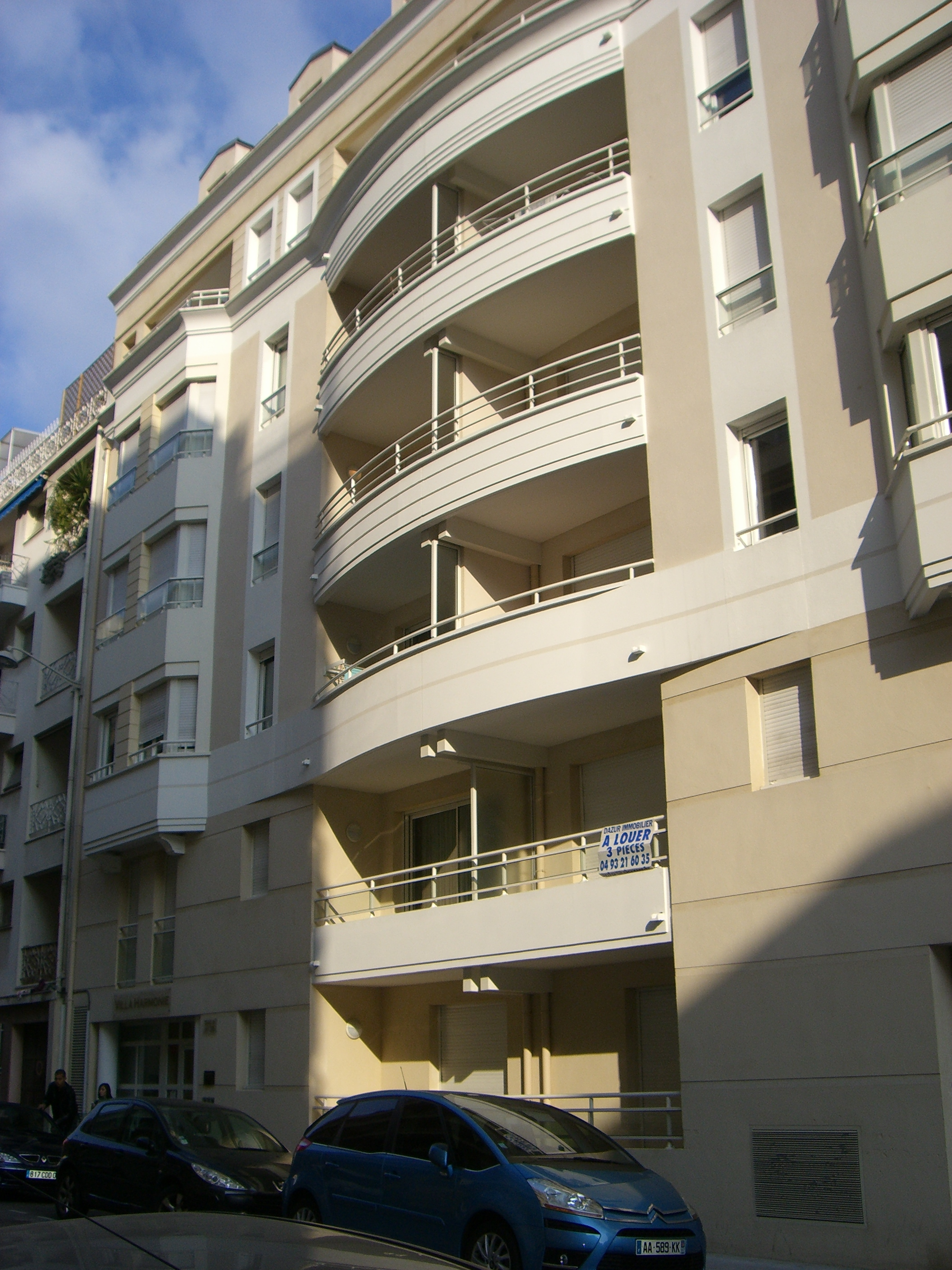
Vue générale.

- n°45 : Palais Vivaldi

### I

#### Italie(rue d')
06000, quartier des Musiciens.
- n°?? Maison Giberti.

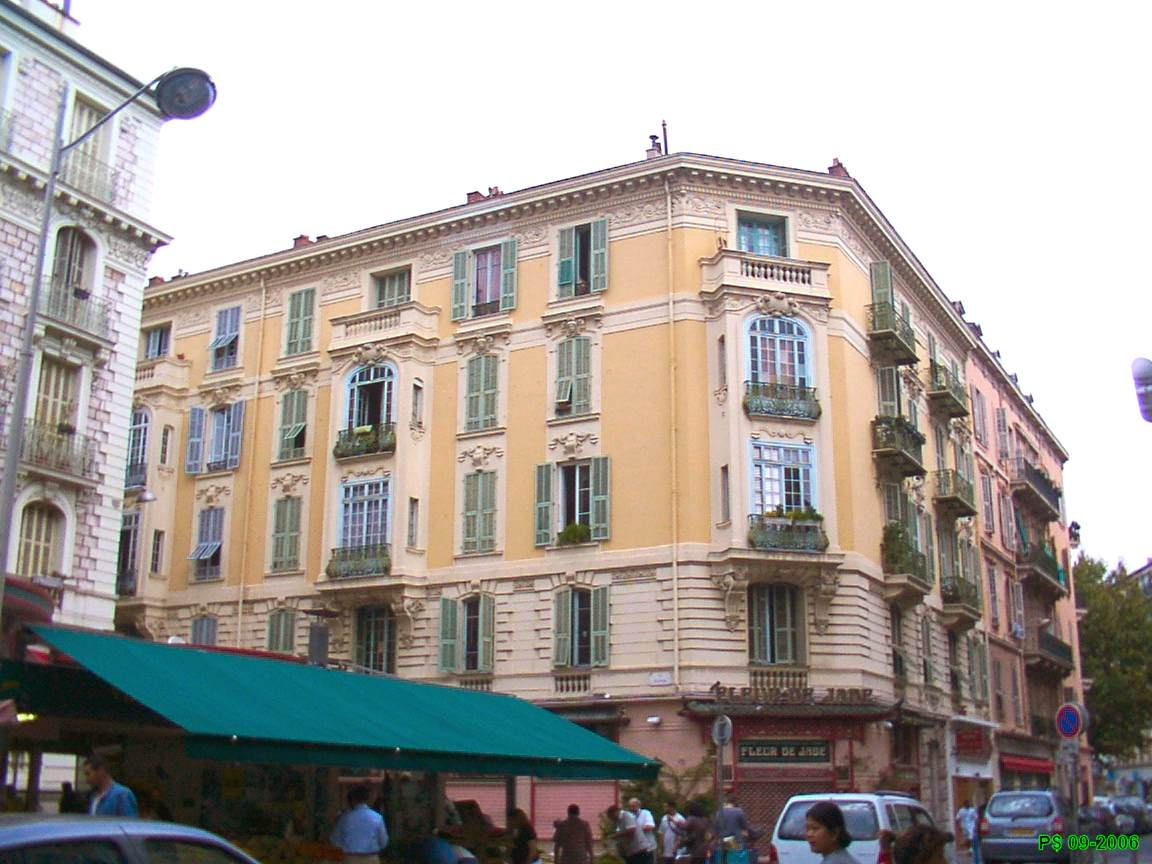
Vue générale.
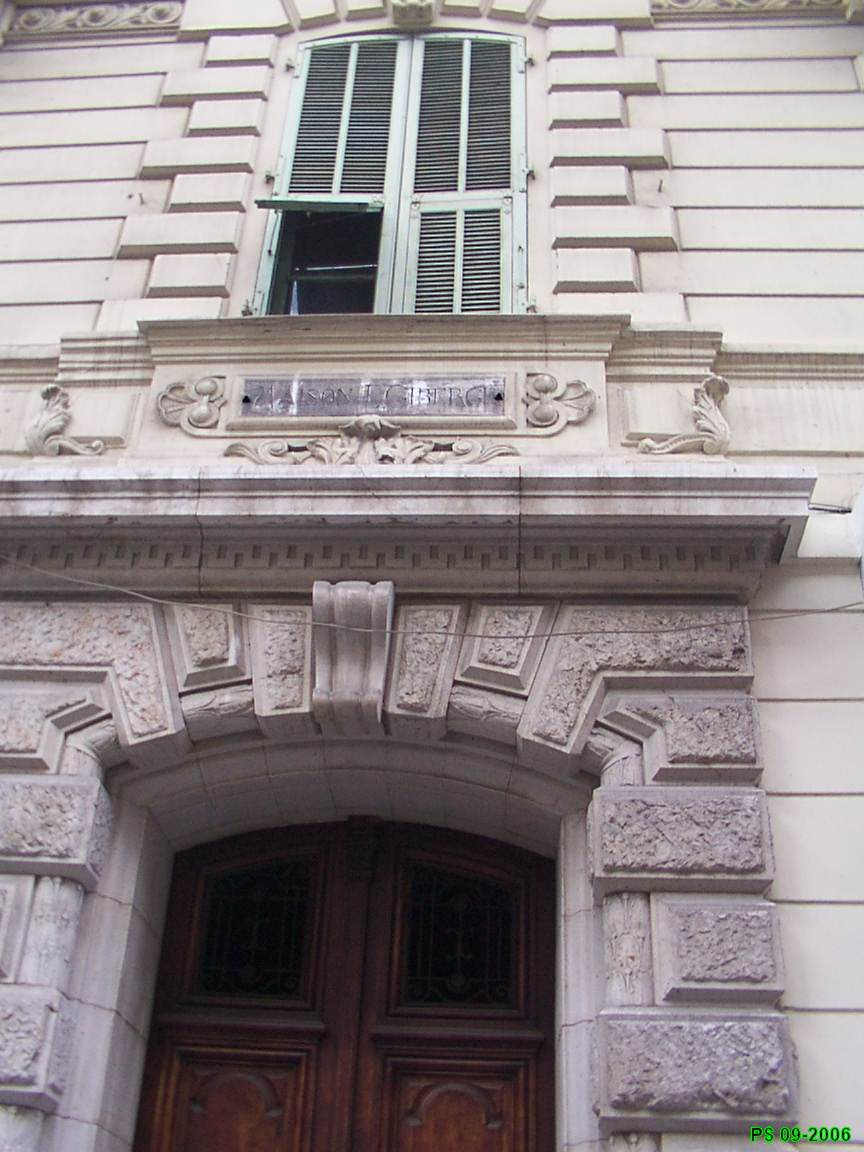
Détail de l'entrée. NOTA: Sa jumelle se trouve rue de Suisse à 50 mètres!

### J

#### Jean Médecin(avenue)
Entre le quartier Carabacel et le quartier des Musiciens.
- n°43 : Palais du Commerce

### K

#### Joseph Kosma(rue)
06000, quartier des Musiciens, devant le square.
- n°6 : Palais du Soleil

#### Karr: voir à Alphonse Karr
06000, quartier des Musiciens.

### L

#### Longchamp (rue)
À l'emplacement de Longchamp ancienne plaine agricole de Nice - 06000, quartier des Musiciens.
- n°2 : Palais Longchamp

### M

#### Maccarani (rue)
06000, quartier des Musiciens (entre rue de la Buffa et boulevard Victor Hugo).
- n°15 : Palais Marie.

#### Magenta (place)
06000, quartier des Musiciens.
- n°1 : au-dessus de la porte on trouve peint sur verre Le Quercy mais on trouve à l'angle de la rue de la Liberté une plaque indiquant Palais du Quercy.

#### MaréchalJoffre(rue)
Anciennement rue Cotta - 06000, quartier des Musiciens.
- n°2 : Palais Victoria : Cogedim Méditerranée mentionné sur une plaque ; souvenir de la reine Victoria du Royaume-Uni qui séjourna à Nice.
- n°12-14 (coin rue Eugène-Emanuel : autre entrée au n°1) : Palais Clio.
- n°76 (coin rue de Rivoli) : Palais Cotta. Ancien nom de la rue.
- n°80 : Palais Rives d'Azur.

#### Masséna(rue)
06000, quartier des Musiciens.
- n°3 : Palais Masséna.
- n°13 : Palais Ongran. [réf. nécessaire]

#### Meyerbeer(rue)
06000, quartier des Musiciens.
- n°11 : palais Meyerbeer.
- n°55 : palais Meyerbeer.

### O

#### Offenbach(rue)
06000, quartier des Musiciens.
- n°4 : Palais Offenbach.

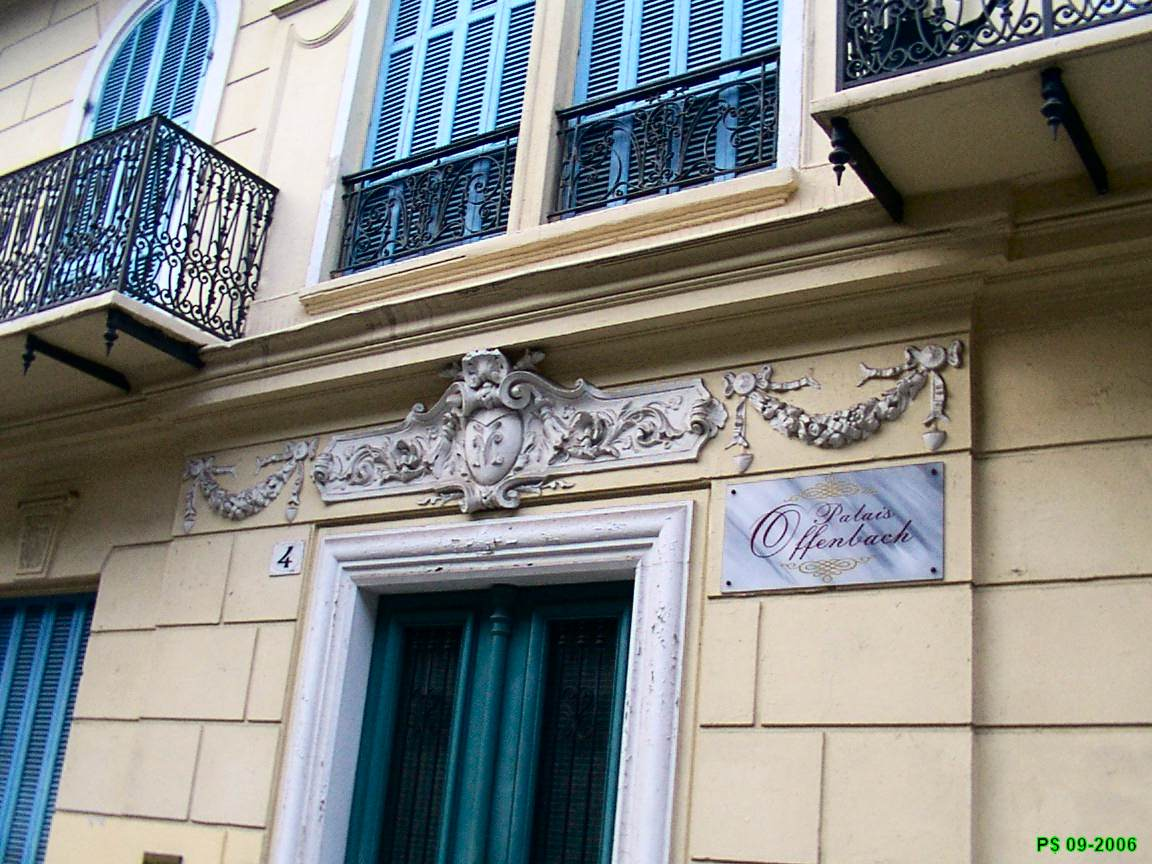
Détail de la porte d'entrée.

#### Orangers(avenue des)
06000, quartier des Baumettes.
- n°6 bis : Palais des Orangers : P. Ormea architecte DPLG 1924.

### de P

#### Paul Déroulède(rue)
06000, quartier des Musiciens.
- n°35 ex 29 : Palais Isis : H. Aubert architecte : même immeuble qu'au 37.
- n°37 ex 31 : Palais Osiris : H. Aubert Architecte : même immeuble qu'au 35.

#### Père Auguste Valensin (rue)
06000, Entre le quartier des Musiciens et le quartier des Baumettes.
- n°6 (coin de la rue Frédéric Passy) : Palais New York, architectes : Milon de Peillon, Le Monnier DPLG ; entrepreneur A. Furia. Autre entrée au 4 rue Père Auguste Valensin.

#### Promenade (des Anglais)
Du fait du classement alphabétique retenu pour les voies de Nice voir à : Anglais (promenade des). Rappel :  06000 et 06200, quartier des Musiciens, quartier des Baumettes, etc.

### R

#### Rivoli(rue de)
Le maréchal Masséna participa à la victoire de Rivoli.

06000, quartier des Musiciens.
- n°1 : Palais Negresco : partie de l'hôtel Négresco devenue une copropriété.
- n°3 : Palais Lacourt : Hon. Pons architecte 1913 : groupe de lettres L et C entrelacées sur chacun des battants de la porte.
- n°12 : Palais Rivoli.
- n°25 : Palais Fortuna.

#### Rossini(rue)
06000, quartier des Musiciens.
- n°2 (coin rue Alphonse-Karr) : Palais Alphonse-Karr : G. Messiah architecte DPLG, A. Rossi entr., 1936.
- n°4 : Palais Haydée : H. Aubert architecte.
- n°6 : Palais Ermione : H. Aubert architecte.
- n°8 : Palais Armida : H. Aubert architecte : Armida est un opéra de Rossini.
- n°15 bis : Palais Minerva : Gandolfo & Fils entrepreneurs, L. J. R. Barron - M. Bardi architectes.
- n°18 : Le Médicis indiqué sur une plaque. Pour les auteurs, c'est le Palais Médicis attribué à Dalmas et qui s'inspire fidèlement de la Renaissance italienne à son début.
- n°31 : Tennis Palace.
- n°37 et 39 : Palais Rossini.
- n°51 : Palais de l'Union.
- n°54 : Palais Fossati.

#### Russie(rue de)
06000, quartier des Musiciens.
- n°1 : Albany Debriège y avait un bien en 1927[4].
- n°7 : Palais Madison.

### S

#### Suisse(rue de)
06000, quartier des Musiciens.
- n°… : Palais Hunique : 1876.
- n°… : Maison Giberti.

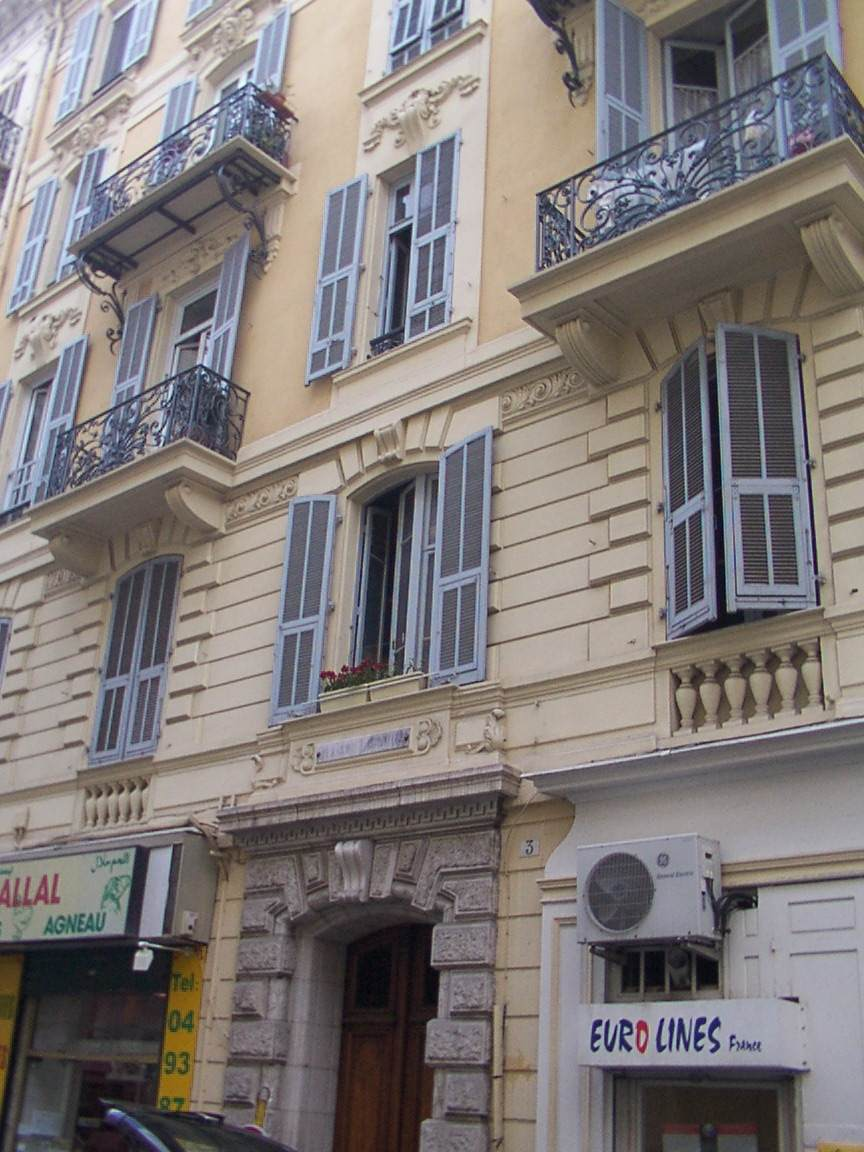
Détails de l'entrée. NOTA : Sa jumelle homonyme se trouve à 50 mètres, rue d'Italie.

### T

#### Thiers(avenue)
La rue honore en fait Adolphe Thiers : 06000, quartier des Musiciens.
- n°43-45 : Palais Thiers.

### V

#### Verdi(rue)
06000, quartier des Musiciens.

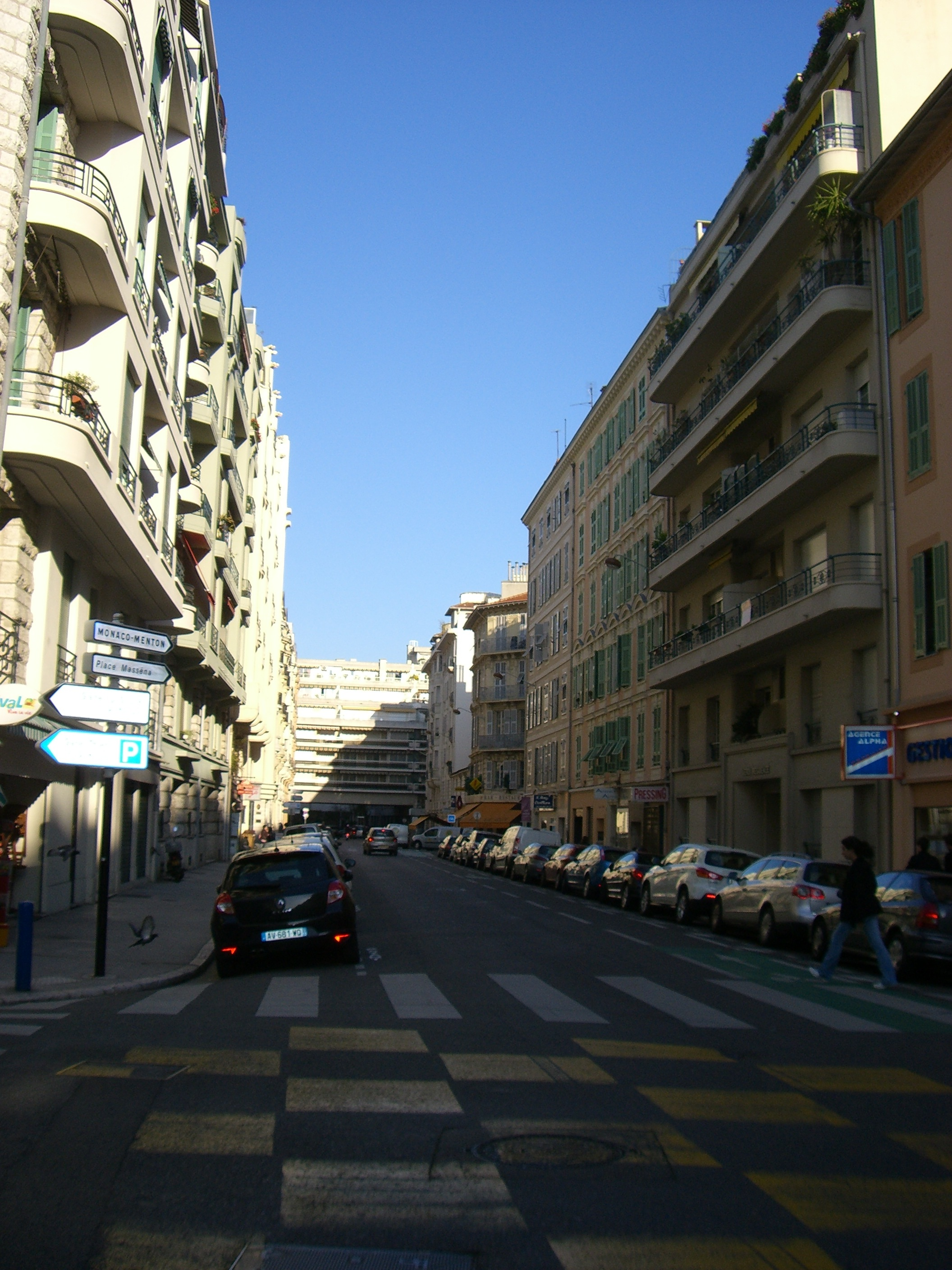
Rue Verdi.
Photo prise de l'angle rue Verdi - rue Gounod.

- n°2 et 2 bis : Palais de la Régence.
- n°6 : Palais Concordia : édifié par Les Cottages Français, 1928, Martin et Palmero architectes.
- n 10: «le Colisée», bel immeuble Art Déco édifié par les architectes arméniens Kevork Arsenian et Garabed Hovnanian.
- n°21 : Palais Yolande : la plaque  indique aussi : Maison Gaiermo.
- n°24 et 26 : Palais Mireille.
- n°28-30 : Palace Verdi.
- n°31 : les auteurs signalent un palais Jean Hugues, 1925, dû à Jean-Baptiste Bonifassi ;  Jean est le fils de Jacques (voir au n°33 de la rue). Lettres J et H entrelacées sur la façade où une plaque indique simplement : Jean Hugues entrepreneur Nice.
- n°33 : angle du 12 rue Guiglia : les auteurs signalent un palais Jacques Hugues, 1908, dû à Jean-Baptiste Bonifassi.
- n°40 : Sémiramis sur la façade mais Palais Sémiramis pour l'Annuaire du téléphone 2004. Semiramide est un opéra (non de Verdi mais) de Rossini dont la rue est proche. Des auteurs (Michel Stève) parlent de l’immeuble Sémiramis.
- n°42 (coin rue Louise Ackermann) : Civalleri & Delserre architectes, 1910. Pas de nom sur la façade mais les auteurs parlent du palais Paschetta.

#### Victor Hugo(boulevard)
06000, quartier des Musiciens.
- n°5 : Palais Donadei B : Dalmas architecte : autres entrées au n°7, au n°2 rue Raynardi et aux n° 8 et 10 rue du Maréchal-Joffre. Le pâté rue Eugène Emanuel, boulevard Victor-Hugo, rue Raynardi et rue du Maréchal Joffre présente une unité architecturale mais chacun des palais Donadei garde son individualité.
- n°7 : Palais Donadei A : entrée principale au n°5.
- n°20 : Palais d'Azurie : H. Aubert architecte.
- n°27 : Palais Marie : Georges Dikansky architecte DESA.
- n°45 (au coin de la rue Meyerbeer) : Palais Meyerbeer.

Détail de l'entrée.

- n°47 : Palais Victor Hugo

Situation.
Détail de l'entrée.

- n°53 : Les Mimosas : René Livieri architecte 1938, Mr J. Brunet entrepreneur. Palais Les Mimosas pour l'Annuaire du téléphone 2004.
- n°54 : Palais du Square : autre entrée 2 rue Guiglia. Situé à proximité du jardin Alsace-Lorraine.
- n°55 : Palais Esmeralda : en rapport avec le nom de rue : Esméralda est une héroïne de Victor Hugo.
- n°59 : Palais Yolande.

### Sources et bibliographie
- http://www.lexpress.fr/actualite/economie/immobilier/nice-centre-ville-quartier-des-musiciens_475607.html : Benjamin Peyrel, « Nice, centre-ville, quartier des Musiciens : Priorité aux petites surfaces », publié le 5 septembre 2007, L’Express
- http://www.francebleu.fr/istoria-d-aqui/istoria-du-12-02-13-quartier-des-musiciens-nice : document audio
- http://www.francebleu.fr/istoria-d-aqui/istoria-du-14-02-13-quartier-des-musiciens-nice : document audio